# Roland Števko
Roland Števko (* 8. April 1983 in Levice) ist ein slowakischer Fußballspieler.
Števko begann seine Profikarriere beim slowakischen Erstligisten MFK Ružomberok – damals noch MŠK SCP Ružomberok – bei dem er in der Saison 2001/02 zum ersten Mal in der Corgoň Liga, der höchsten Liga des Landes spielte. Bereits in der folgenden Saison war er als 20-jähriger Stammspieler im Sturm und konnte mit 12 Saisontoren überzeugen. Sein erfolgreichstes Jahr war die Saison 2003/04, in der Ružomberok Vizemeister wurde und er mit seinen 17 Toren maßgeblich dazu beitrug. Er war damit bester Torschütze der Liga.
Nach einem weiteren eher durchwachsenen Jahr, kam 2005/06 die bitterste Saison in Števkos Karriere. Nachdem er einen vom Verein forcierten Transfer scheitern ließ, wurde er abgestraft, indem er den Rest seiner Vertragszeit auf der Tribüne absitzen musste. Ausgerechnet in dieser Saison wurde der Verein Meister und Pokalsieger in der Slowakei, ohne dass er auch nur eine Minute gespielt hatte.
2006 folgte er dann den Spuren seiner beiden Landsleute Marek Mintál und Róbert Vittek, die in der zweiten deutschen Bundesliga Karriere gemacht hatten, und schloss sich der SpVgg Greuther Fürth an. Dort konnte er aber nicht Fuß fassen – bedingt auch durch die lange spiellose Zeit.
Im August 2007 wechselte Števko zurück nach Ružomberok. In seinem dritten Spiel nach seiner Rückkehr, in der Partie des 11. Spieltages beim FC Senec, erzielte Števko die entscheidenden zwei Treffer zum 3:2-Sieg seines Teams. Doch in der restlichen Saison folgten nur noch zwei weitere Tore. Seit Anfang des Jahres 2008 ist er auch im Besitz einer UEFA-B-Trainerlizenz. In der Folgesaison 2008/09 spielte Števko meist im B-Team von Ružomberok in der zweithöchsten Spielklasse. Ende August 2009 wechselte Števko zum Aufsteiger FK Senica.
Seit 2011 spielt er bei unterklassigen Klubs aus Österreich, Tschechien und der Slowakei.

## Statistik
Titel / Erfolge
- Torschützenkönig der Fortuna liga: 2003/04 (17 Tore)
- Slowakischer Vizemeister: 2003/04
- Torschützenkönig der 1. Klasse West/Mitte: 2012/13 (29 Tore)
- Meister der 1. Klasse West/Mitte: 2012/13